# Nazeris quadraticeps
Nazeris quadraticeps  (лат.) — вид коротконадкрылых жуков рода Nazeris из подсемейства Paederinae (Staphylinidae). Гималаи.

## Распространение
Южная Азия, Гималаи: Непал, Fulung Monastery (28°07′N, 85°20′E), Trisuli Ganga valley (28°03′N, 85°12′E), Central Nepal, 3500 м.

## Описание
Мелкого размера коротконадкрылые жуки, в основном красновато-коричневого цвета (усики и ноги желтоватые). Длина тела от 4,5 до 4,8 мм. Голова грубо пунктированная. Усики прикрепляются у переднего края головы. Тарзальная формула (число члеников лапок): 5-5-5. Метакоксы задних ног узкие, треугольные.

## Систематика
Вид был впервые описан в 1975 году французским энтомологом и спелеологом Анри Койфэ (Henri Coiffait; 1907—1989), валидный статус таксона подтверждён в 2014 году в ходе ревизии немецким колеоптерологом Волкером Ассингом (Dr. Volker Assing, Ганновер, Германия).